# 9609 Пономарьовалія
9609 Пономарьовалія (9609 Ponomarevalya) — астероїд головного поясу, відкритий 26 серпня 1992 року.
Тіссеранів параметр щодо Юпітера — 3,223.